# Moschea di Murat Pascià (Istanbul)
La Moschea di Murat Pascià (in turco Murat Paşa Camii) è una moschea ottomana situata a Istanbul, in Turchia.

## Ubicazione
La moschea si trova a Istanbul, nella mahalle di Aksaray del municipio di Fatih (la penisola storica). La moschea è situata alla confluenza di Adnan Menderes Bulvari con Türgüt Özal Millet Caddesi, due delle strade più importanti della città murata.

## Storia
La moschea fu commissionata nel 1465-66 da Hass Murad Pascià e completata dopo la sua morte dal fratello Mesih Pascià, che fu sepolto qui.

## Architettura
La moschea, situata nei pressi del bizantino Forum Bovis, oggi scomparso, è stata progettata nel primo stile ottomano perfezionato a Bursa. Essa faceva parte di un complesso che oggi è in gran parte scomparso. Lo spazio principale è un rettangolo con proporzioni 2 x 1 coperto da due cupole identiche, ciascuna alta 21 m e con un diametro di 10,5 m. Il mihrab e il minbar si trovano sul lato breve del rettangolo. Allo spazio principale si accede attraverso un nartece, simile a quelli delle chiese bizantine. Questo è preceduto da un portico. I muri sono costruiti alternando due file di mattoni a una di pietra da taglio.